# محمد صدقي الدبشي
محمد صدقي الدبشي (مواليد 28 أكتوبر 1999) هو لاعب كرة قدم تونسي يلعب في مركز حارس المرمى في نادي الترجي الرياضي التونسي.

## روابط خارجية
- محمد صدقي الدبشي على موقع قاعدة بيانات كرة القدم.إي يو (الإنجليزية)
- محمد صدقي الدبشي على موقع Soccerway.com (الإنجليزية)